# 배대웅
배대웅(裵大雄, 1953년 3월 20일 ~ )은 전 삼성 라이온즈의 원년 2루수였다.
1971년 경북고 재학 시절, 남우식, 천보성, 정현발 등의 동기들과 1년 후배 황규봉, 이선희 등과 함께 대통령배, 청룡기, 봉황기, 황금사자기, 부산국제신보에서 모두 우승했다. 전국대회 5관왕이란 대업을 이룬 뒤 그해 일본 원정에선 6전 전승의 전무후무한 기록을 세우기도 했다.
어려웠던 가정형편 때문에 고교 졸업후 바로 실업팀인 기업은행에 입단했고 1975년부터 1981년까지 국가대표로 활약하면서 유격수 김재박과 키스톤 콤비를 이뤘다. 1978년 포항제철로 팀을 옮기고 1982년 프로야구가 출범하자 당시로서는 노장격인 만 28세의 나이로 연고팀인 삼성 라이온즈로 입단했다. 1983년 무릎수술을 하는 등 잔부상으로 1986년 은퇴할 때까지 빼어난 수비력으로 프로 5년간 통산 실책이 고작 20개였다. 은퇴 후에는 천보성, 황규봉에 이어 세 번째로 코치가 되었다.
1987년부터 삼성에서 코치 생활을 시작했으나 1995년 시즌 뒤 백인천 감독 사단이 들어오면서 구단을 떠났으며 1996년 시즌 후 롯데 작전.주루코치로 부임하면서 현장에 돌아왔지만 김용희 감독이 1998년 시즌 중 해임되면서 2군 감독으로 보직이 변경됐고 그 해 말 김명성 감독대행이 정식 감독으로 부임하면서 현장을 한동안 떠나있었다가 2000년 시즌 뒤 이광환 감독이 한화 감독을 맡으면서 한화 작전코치로 현장에 돌아왔으나  다음 해인 2001년 준플레이오프 패퇴에 따른 문책성 해고에 맞춰 이광환 감독에 의해 직접 영입된 최동원 2군 투수코치, 팀의 터줏대감이었던 이강돈 2군 타격코치와 함께  그 해 말 팀을 떠났다.
특히 김성근 감독이 기업은행에 스카웃 할 당시를 회고하면서 포지션은 달랐지만 '박진만 같은 선수'였다고 평가했다.

## 출신 학교
- 대구옥산초등학교
- 경북중학교
- 경북고등학교